# Liste der Bodendenkmäler in Aystetten
Auf dieser Seite sind die Bodendenkmäler in der schwäbischen Gemeinde Aystetten zusammengestellt. Diese Tabelle ist eine Teilliste der Liste der Bodendenkmäler in Bayern. Grundlage ist die Bayerische Denkmalliste, die auf Basis des Bayerischen Denkmalschutzgesetzes vom 1. Oktober 1973 erstmals erstellt wurde und seither durch das Bayerische Landesamt für Denkmalpflege geführt wird. Die folgenden Angaben ersetzen nicht die rechtsverbindliche Auskunft der Denkmalschutzbehörde.

## Bodendenkmäler der Gemeinde Aystetten

### Bodendenkmäler im Ortsteil Aystetten
| Lage                 | Objekt | Akten-Nr.     | Bild |
| -------------------- | --- | ------------- | ---- |
| Aystetten (Standort) | Steinzeugtöpferei des 19. Jahrhunderts.                                                                        | D-7-7530-0058 |      |
| Aystetten (Standort) | Trichtergruben vor- und frühgeschichtlicher oder mittelalterlicher Zeitstellung.                               | D-7-7530-0068 |      |
| Aystetten (Standort) | Trichtergruben vor- und frühgeschichtlicher oder mittelalterlicher Zeitstellung.                               | D-7-7530-0069 |      |
| Aystetten (Standort) | Tongrubenfeld der Neuzeit.                                                                                     | D-7-7530-0071 |      |
| Aystetten (Standort) | Mittelalterliche und frühneuzeitliche Befunde im Bereich der Katholischen Pfarrkirche St. Martin in Aystetten. | D-7-7530-0126 |      |
| Aystetten (Standort) | Mittelalterliche und frühneuzeitliche Befunde im Bereich des Schlosses Aystetten.                              | D-7-7530-0127 |      |

### Bodendenkmäler im Ortsteil Biburg
| Lage              | Objekt                                     | Akten-Nr.     | Bild |
| ----------------- | ------------------------------------------ | ------------- | ---- |
| Biburg (Standort) | Grabhügel vorgeschichtlicher Zeitstellung. | D-7-7630-0009 |      |

### Bodendenkmäler im Ortsteil Edenbergen
| Lage                  | Objekt                                                | Akten-Nr.     | Bild |
| --------------------- | ----------------------------------------------------- | ------------- | ---- |
| Edenbergen (Standort) | Wüstgefallene Siedlung und Töpferei des Mittelalters. | D-7-7530-0049 |      |

### Bodendenkmäler im Ortsteil Horgauergreut
| Lage                     | Objekt                           | Akten-Nr.     | Bild |
| ------------------------ | -------------------------------- | ------------- | ---- |
| Horgauergreut (Standort) | Straße der römischen Kaiserzeit. | D-7-7630-0110 |      |

### Bodendenkmäler im Ortsteil Ottmarshausen
| Lage                     | Objekt                                                                           | Akten-Nr.     | Bild |
| ------------------------ | -------------------------------------------------------------------------------- | ------------- | ---- |
| Ottmarshausen (Standort) | Trichtergruben vor- und frühgeschichtlicher oder mittelalterlicher Zeitstellung. | D-7-7630-0005 |      |